# 13179 Johncochrane
13179 Johncochrane (tên chỉ định: 1996 HU18) là một tiểu hành tinh vành đai chính. Nó được phát hiện bởi Eric Walter Elst ở Đài thiên văn La Silla ở Chile ngày 18 tháng 4 năm 1996. Nó được đặt theo tên John Dundas Cochrane, a Scottish traveler và explorer of the 19th century.